# Karien Gubbels
Karien Gubbels née le 3 février 1975, est une ancienne cycliste néerlandaise, spécialiste du BMX.

## Palmarès en BMX

### Championnats du monde
- I.BMX.F./FIAC 1994
  - 3e du Championnats du monde
- 1997
  -  Médaillée d'argent au championnat du monde

### Championnats d'Europe
- 1994
  -  Championne d'Europe
- 1997
  -  Championne d'Europe
- 1998
  -  Médaillée d'argent au championnat d'Europe

### Autres
- 1996
  - World Cup Series 1996 : 2e
  - Women's ranking 1996 : 2e
- The Swatch UCI-BMX World Challenge - Étape de Valkenswaard (Pays-Bas) : 2e
- 1997
  - World Cup Series 1997 : 2e
- The Swatch UCI-BMX World Challenge - Étape de Soumagne (Belgique) : 1re
- The Swatch UCI-BMX World Challenge - Étape de Valkenswaard (Pays-Bas) : 1re
- The Swatch UCI-BMX World Challenge - Étape de Saskatoon (Canada) : 2e
- The Swatch UCI-BMX World Challenge - Étape de Geelong (Australie) : 3e
- 1998
- The Swatch UCI-BMX World Challenge - Étape de Doetinchem (Pays-Bas) : 2e